# Улица Генерала Соммера
У́лица Генера́ла Со́ммера — улица Ленинградского района Калининграда. Соединяет Ленинский проспект с улицей Пролетарской.
Общественный транспорт по улице не ходит.

## Происхождение названия улицы
До 1946 года улица называлась Шёнштрассе (нем. Schönstraße) в честь Теодора фон Шёна (нем. Theodor von Schön; 1773—1856) — президента Пруссии.
21 ноября 1966 года улица переименована в честь генерал-майора танковых войск, командира участвовавшей в штурме Кёнигсберга 89-й танковой бригады 1-го танкового корпуса Героя Советского Союза Андрея Иосифовича Соммера (17 мая 1897 года, Полтавская губерния России — 17 сентября 1966 года, Калининград).

## Здания и сооружения
На улице располагаются здания довоенной постройки, а также много хрущёвок, которые построили в начале 70-х годов, одно из общежитий Балтийского федерального университета имени И.Канта (дом № 23), монумент с установленным на постаменте советским танком Т-34 (сооружён в 1980 году, архитекторы С. П. Мирошниченко и В. И. Якутин), а также расположенное в старинном немецком здании управление Федеральной регистрационной службы (дом № 27). Здание Федеральной регистрационной службы было построено в 1897 году как Государственная строительная школа (нем. Staatliche Baugewerkschule). Архитектура здания включала неоготические и неороманские элементы. После войны здание было несколько перестроено (в частности, был надстроен один этаж).

## Улицы, с которыми пересекается улица Генерала Соммера
- Пролетарская улица
- Улица Профессора Севастьянова
- Улица Подполковника Иванникова
- Улица Маршала Рокоссовского
- Улица Минская